# Festen
Pour plus de détails, voir Fiche technique et Distribution.
Festen (litt. « La fête ») ou Fête de famille au Québec est un film danois co-écrit et réalisé par Thomas Vinterberg, sorti en 1998.
Il s'agit du premier film du mouvement Dogme95 et a été par la suite adapté de multiples fois en pièce de théâtre à travers le monde.
Il est sélectionné et présenté au festival de Cannes 1998, où il reçoit le prix du Jury.
En 2018, en France, il ressort au grand écran avec une nouvelle affiche française, ayant pour sous-titre « Fête de famille » accompagné de l'accroche parodique « Notre père qui êtes odieux… » rappelant la prière Pater Noster.

## Synopsis
Helge fête ses 60 ans. À cette occasion, il invite toute sa famille dans une grande maison. Au cours du dîner, le fils aîné, Christian, est invité à dire quelques mots : de nombreuses vérités difficiles à entendre sont révélées.

## Fiche technique
- Titre original et français : Festen
- Titre québécois : Fête de famille
- Réalisation : Thomas Vinterberg
- Scénario : Mogens Rukov (en) et Thomas Vinterberg
- Musique : Lars Bo Jensen
- Photographie : Anthony Dod Mantle
- Montage : Valdís Óskarsdóttir
- Production : Birgitte Hald
- Coproduction : Svend Abrahamsen, Dag Alveberg et Johan Mardell
- Société de production : Nimbus Film ; Danmarks Radio (coproduction)
- Sociétés de distribution : Scanbox Danmark (Danemark) ; Les Films du Losange (France)
- Pays de production :  Danemark
- Langue originale : danois
- Format : couleur — 1,33:1 — Dolby SR — video PAL
- Genre : drame
- Durée : 105 minutes
- Dates de sortie :
  - France : mai 1998 (avant-première mondiale au Festival de Cannes) ; 23 décembre 1998 (sortie nationale) ; 14 novembre 2018 (ressortie nationale)
  - Danemark : 19 juin 1998
  - Belgique : 9 décembre 1998
- Classifications : 
  - Danemark : Autorisé aux enfants de plus de 11 ans
  - France : Mention CNC[1] : interdit aux moins de 12 ans (visa d'exploitation no 96154 délivré le 9 février 1999)

## Distribution
- Ulrich Thomsen : Christian Klingenfeldt
- Henning Moritzen (en) : Helge Klingenfeldt, le père
- Thomas Bo Larsen (VF : Jean-Michel Fête) : Michael, le frère
- Paprika Steen : Hélène, la sœur
- Birthe Neumann : Else Klingenfeldt, la mère
- Bjarne Henriksen (VF : Eric Herson-Macarel) : Kim, le cuisinier et ami de Christian
- Trine Dyrholm : Pia, la serveuse et amante de Christian
- Helle Dolleris (da) : Mette, la femme de Michael
- Therese Glahn (da) : Michelle, la maîtresse de Michael
- Klaus Bondam : Helmut von Sachs, le maître des cérémonies
- Gbatokai Dakinah : Gbatokai
- Lasse Lunderskov (da) : l'oncle
- Lars Brygmann : Lars, le réceptioniste
- Lene Laub Oksen (da) : Linda, la défunte sœur
- Linda Laursen (da) : Birthe
- John Boas : le grand-père
- Erna Boas : la grand-mère
- Thomas Vinterberg : le chauffeur de taxi (caméo)

## Production

### Genèse et développement
En 1995, Thomas Vinterberg forme le mouvement intitulé Dogme95 en compagnie de Lars von Trier, Kristian Levring, et Søren Kragh-Jacobsen. En accord avec les préceptes de Dogme95, il prépare, en tant que scénariste et réalisateur, son premier des films du Dogme,.

### Tournage

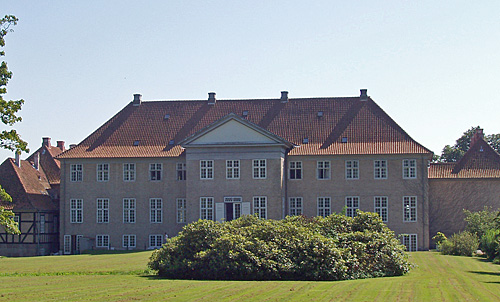
Le manoir de Skjoldnæsholm.

Le tournage a lieu au manoir de Skjoldenæsholm (da), non loin de Ringsted, dans la région de Sjælland, en Danemark.

## Sortie et accueil

### Box-office
Le film connaît un certain succès commercial, rapportant 12 806 272 $ de recettes mondiales, dont 1 656 223 $ aux États-Unis. Au Danemark, il totalise 403 642 entrées.
En France, Festen totalise 632 208 entrées, grâce à un bon bouche-à-oreille alors qu'il est distribué dans une combinaison modeste de salles,.

## Distinctions
- Grand Prix de l'Union de la critique de cinéma (UCC)
- Prix du Jury (ex aequo avec La Classe de neige) du Festival de Cannes 1998
- Le film est inscrit sur la liste des Canons de la culture danoise.
- Bodil du meilleur acteur pour Ulrich Thomsen
- Bodil du meilleur film danois

## Interprétations
Le film problématise la question du secret de famille, à travers le combat de la victime, ici Christian violé par son père, ainsi que sa sœur jumelle, réduite au suicide comme seule issue possible. Combat titanesque, car tout le groupe se ligue d'abord contre lui, soit passivement (l’inertie des invités, préférant d’abord n’avoir pas bien compris ; la sœur Hélène taisant le message décisif qu’elle a trouvé) soit plus activement (la mère préfère soutenir son mari en diffamant son fils, le frère Michael l’expulsant littéralement pour prendre enfin la bonne place dans la fratrie).
La symbolique de l'eau le révèle d’ailleurs. C’est l’eau du bain des viols, du bain au fond de la surface duquel Pia s’abandonne naïvement, et qui se trouble brusquement. Il faut que le rideau de douche se dérobe pour dévoiler la violence souterraine de la famille, lorsque Michael chute piteusement.
On peut aussi déceler dans le film une relecture du mythe d'Œdipe. Thématiquement, d’une part : inceste tu, complicité maternelle (comme Jocaste dans la version de Cocteau, la Machine infernale), meurtre du père (qui déclare à son fils « Tu me tues ! » et qui est symboliquement destitué à la fin du film), figure ambivalente de l’étranger héroïque qui rentre au pays (Christian a un restaurant à Paris). D’autre part, c’est surtout la dynamique tragique qui apparaît, puisque le grand-père livre involontairement des informations sur les railleries à dominante sexuelle dont il a entouré Helge petit, source du mal transmis inconsciemment de génération en génération. Justement, il s’agit pour Christian de rompre le cercle de la fatalité, ce que le héros grec ne pouvait envisager de faire.

## Adaptations
- Festen, pièce de théâtre de Thomas Vinterberg et Mogens Rukov, adaptation de Daniel Benoin et Bo Hr. Hansen, création au Théâtre de l'Odéon à Paris, mise en scène de Cyril Teste, novembre 2017[10].
- Festen, opéra de Mark-Anthony Turnage, sur un livret de Lee Hall, en anglais, création le 11 février 2025 au Royal Ballet and Opera - Covent Garden, avec Allan Clayton, Stéphane Degout, Gerald Finley et Natalya Romaniw [11],[12].

### Documentation
- Festen, version théâtrale du film.